# Cantón de Tinténiac
El cantón de Tinténiac era una división administrativa francesa, que estaba situada en el departamento de Ille y Vilaine y la región de Bretaña.

## Composición
El cantón estaba formado por diez comunas:
- La Baussaine
- La Chapelle-aux-Filtzméens
- Longaulnay
- Plesder
- Pleugueneuc
- Saint-Domineuc
- Saint-Thual
- Tinténiac
- Trévérien
- Trimer

## Supresión del cantón de Tinténiac
En aplicación del Decreto n.º 2014-177 de 18 de febrero de 2014, el cantón de Tinténiac fue suprimido el 22 de marzo de 2015 y sus 10 comunas pasaron a formar parte del nuevo cantón de Combourg.